# Выграненко, Ростислав
Ростислав Выграненко (пол. Rostislaw Wygranienko; 1978, Симферополь) — польский органист украинского происхождения.

## Биография
Закончил Республиканский Лицей при Белорусской Академии музыки в Минске как пианист, органист и музыковед (диплом с отличием). Во время пребывания в Белоруссии был стипендиатом «фонда Новые имена», Министерства культуры, а также Президентского Фонда за выдающиеся достижения в искусстве. Обучался по органу в том числе у знаменитого белорусского органиста, солиста Белгосфилармонии Константина Шарова.
В 1998—2003 гг., как стипендиат польского Правительства, Фонда им. Стефана Батория и Европейского Open Society Institute в Будапеште (фонд Сороса), обучался в Музыкальной Академии им. Ф. Шопена в Варшаве, в классе органа проф. Иоахима Грубиха (диплом магистра искусства с отличием и наивысшей оценкой). Ныне — докторант этой же академии и органист англиканской церкви св. Эммануэля в Варшаве.
Систематически концертирует, в том числе на многих международных фестивалях, в городах Бельгии, Белоруссии, Германии, Италии, Польши, России, Словакии, Украины, Хорватии, Чехии и Швейцарии, имея в репертуаре более 1500 органных произведений XVI—XX вв. Часто выступает с известными солистами, оркестрами и ансамблями. Принимал участие во многих органных курсах и мастер-классах под руководством Йоганнеса Гефферта, Эдгара Краппа, Юна Лауквика, Бернгарда Хааса, Мартина Хазельбека (Германия), Карин Тауш (Австрия), Кристофера Стембриджа (Италия), Юлиана Гембальского, Юзефа Серафина, Марка Топоровского (Польша), Оливье Латри (Франция).
Ростислав Выграненко осуществил первые в мире CD-записи всех произведений Адама из Вонгровца (†1629) и Петра Друсиньского (†1611), а также всей Варшавской табулатуры (XVII в.) на старейшем польском органе (1620) в г. Казимеж-Дольны, для фонографической фирмы «Acte Préalable». Имеет также CD-записи в фирме «DUX Recording Producers» с современной польской музыкой З. Вишневского, Б. Комповской, Ст. Морыто («Легницкая месса»); для Общества им. Ф. Нововейского запись Пятой и Шестой Органной симфонии Нововейского, а также произведений малых форм.
Имеет изданные научные работы по истории музыки и музыкального исполнительства, истории клавишных инструментов, многочисленные записи на TV и радио (в Польше, на Украине, в Швейцарии, Белоруссии и Ватикане).
Летом 1999 г. осуществил ремонт органа костёла Св. Девы Марии в г. Миоры (Белоруссия).
В 2000—2002 г., будучи членом Всеукраинского общества органистов и органных мастеров, работал солистом Львовского дома органной музыки.
Ростислав Выграненко — лауреат нескольких международных органных конкурсов:
- Первый Международный конкурс органистов в Варшаве (1997, диплом и специальная премия);
- XIII Международный конкурс органистов в Гданьске — Румии (2001, третья премия);
- XIV Международный конкурс органистов в Гданьске — Румии (2002, первая премия, а также премия президента города Гданьска);
- II Международный Органный конкурс в Сен-Морисе (Швейцария, 2003, первая премия, а также премия кантона Вале);
- III Международный Органный конкурс им. Феликса Нововейского в Познани (2005, первая премия, а также приз за лучшее исполнение органной симфонии Ф. Нововейского).

Ростислав Выграненко был членом жюри таких органных конкурсов, как «XIX Органный Конверсаторий» в г. Легница (Польша, 2004) или Международный органный конкурс в Сен-Морисе (Швейцария, 2009).
Является действительным членом Общества Ш.-В. Алькана в Париже и Общества им. Ф. Нововейского в Познани.